# Rotholmen

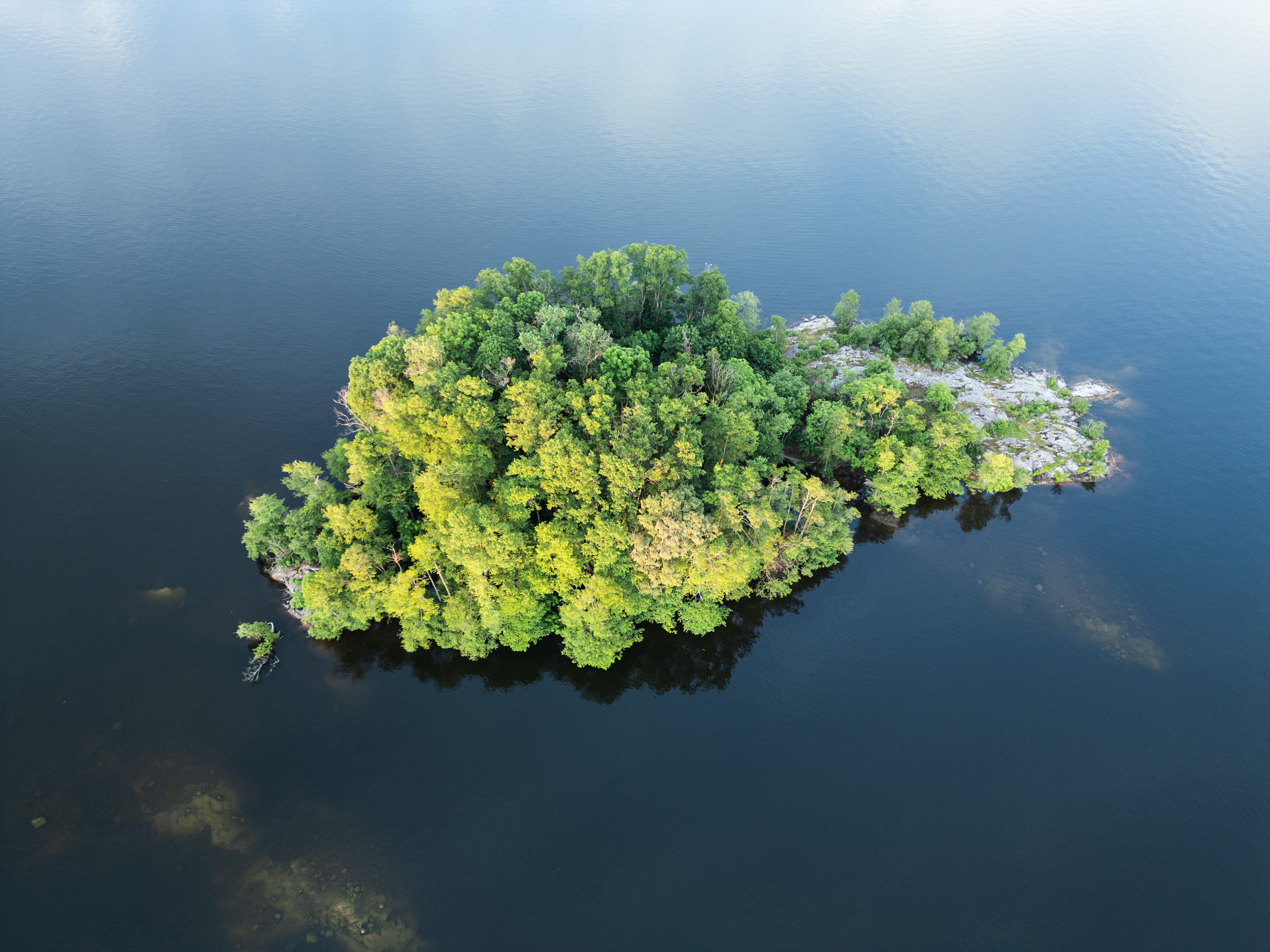
Rotholmen i juni 2024.

Rotholmen är en liten ö i östra Mälaren som ligger i Klubbfjärden strax sydväst om Stora Essingen utanför Vinterviken och Mörtviken i stadsdelen Gröndal i Stockholms kommun. Ön är cirka 150 meter lång och knappt 70 meter bred och har inga permanentboende.  När Stockholms kommun förvärvade Vinterviken 1973 ingick holmen.

## Beskrivning
Rotholmen har fått sitt namn efter urmakaren Johan Gustaf Linderoth (1848–1924), som var ägare till hovurmakariet G.W. Linderoth med butik och verkstad på Drottninggatan 28. Han köpte Rotholmen och grannön Lindholmen på 1880-talet. På Lindholmen uppförde han ett antal sommarvillor. Rotholmen var bebyggd och där bodde båtbyggare Helmer Gustavsson med fru och barnbarn under 1930–50-talen. Helmer byggde den berömda Silvervingen. Intill de två öarna ligger skäret E-holmen. Alltsedan 1700-talet har öarna varit populära utflyktsmål för stockholmarna.

## Bilder

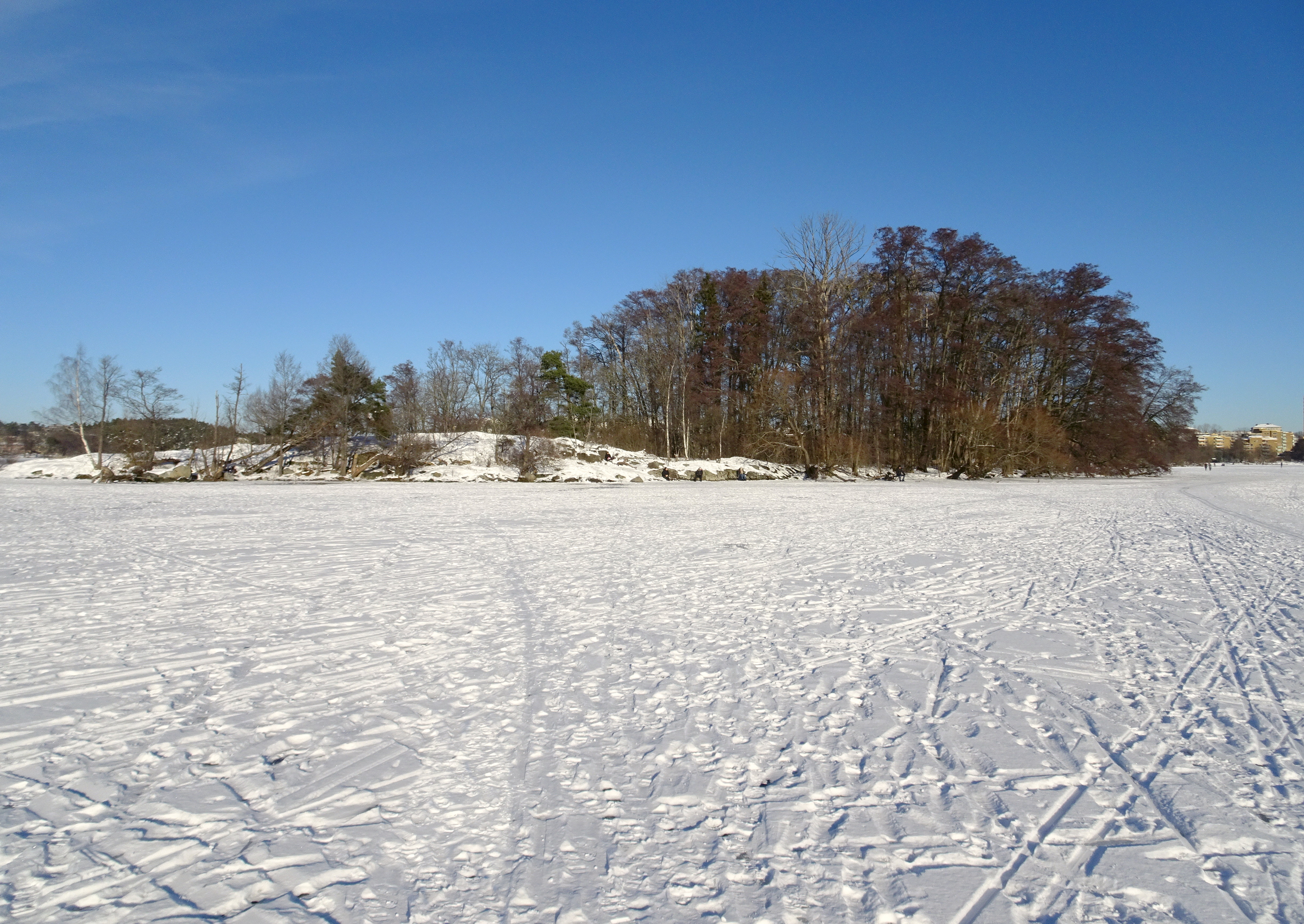
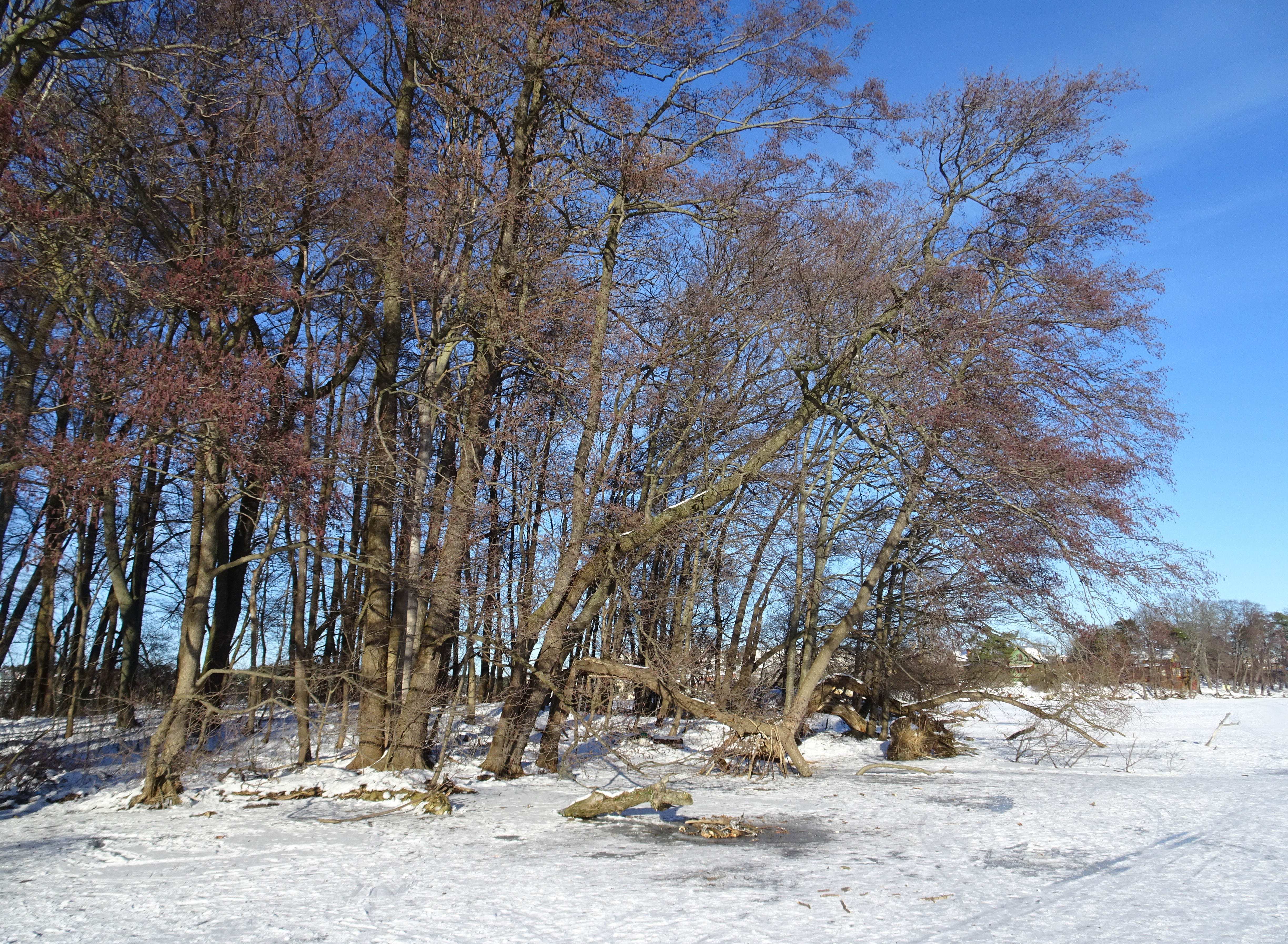
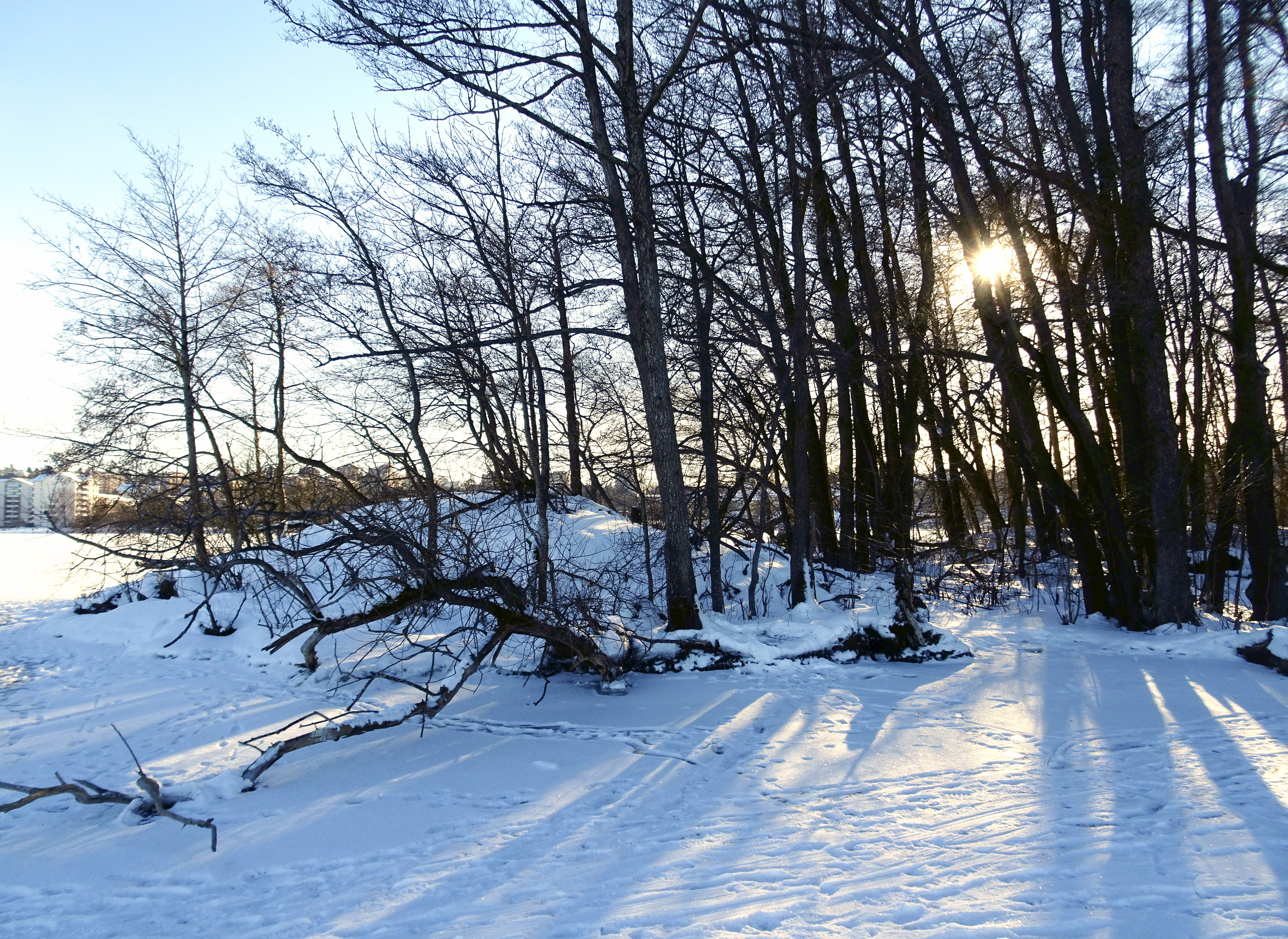
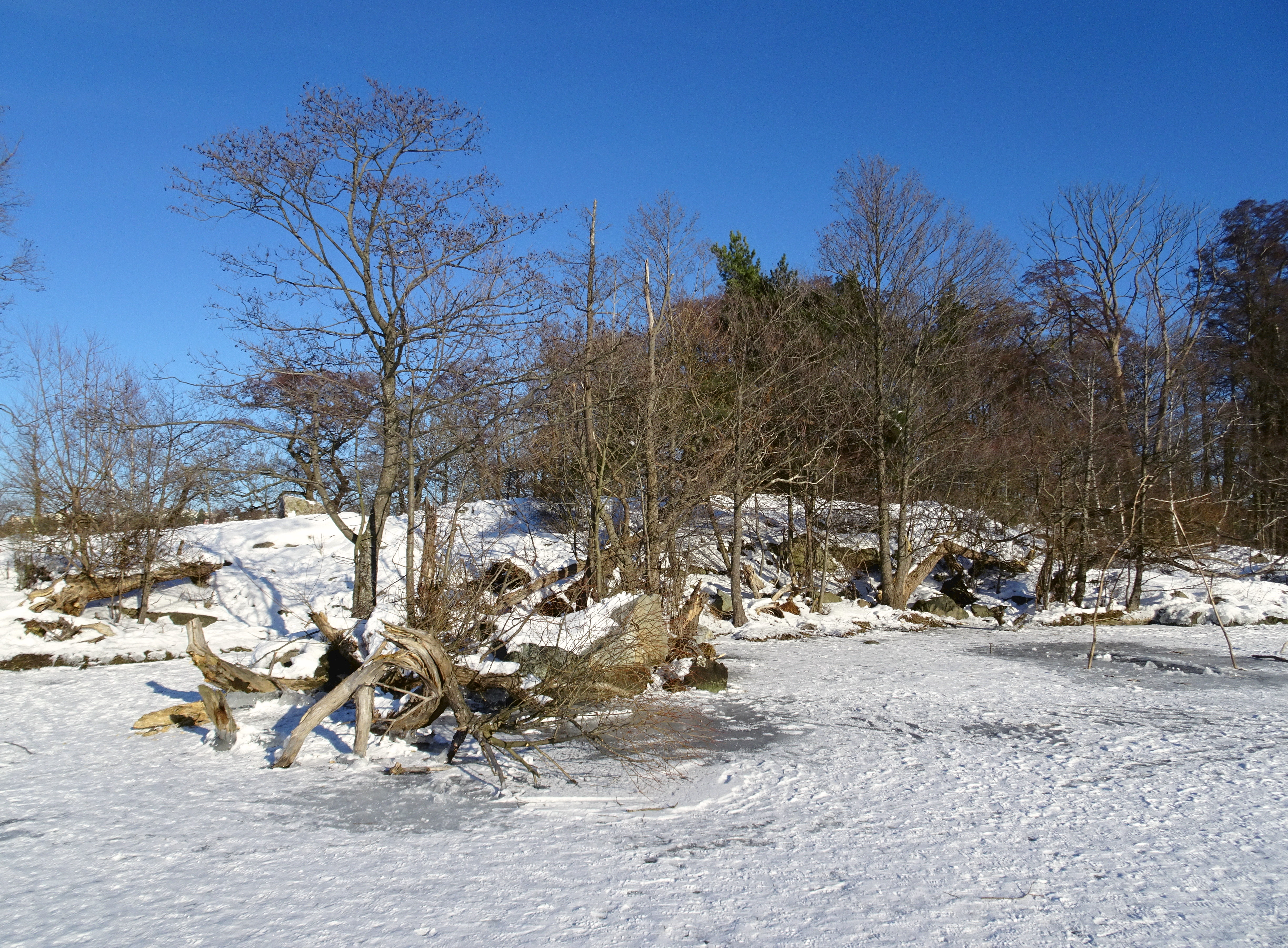